# Condado del Rivero
El condado del Rivero es un título nobiliario español creado el 18 de agosto de 1919, por el rey Alfonso XIII a favor de Nicolás Rivero y Muñiz, escritor y periodista asturiano, director del Diario de la Marina de La Habana.
Este título fue rehabilitado en 1990 por Silvia de Sosa y del Rivero, que se convirtió así en la III condesa del Rivero.

## Condes del Rivero
|                                  | Titular                       | Periodo                   |
| Creación por Alfonso XIII        | Creación por Alfonso XIII     | Creación por Alfonso XIII |
| -------------------------------- | ----------------------------- | ------------------------- |
| I                                | Nicolás Rivero y Muñiz        | 1919-1919                 |
| II                               | Nicolás Rivero y Alonso       | 1919-1946                 |
| Rehabilitación por Juan Carlos I |                               |                           |
| III                              | Silvia de Sosa y del Rivero   | 1990-1993                 |
| IV                               | Silvia Teresa Jorge y de Sosa | 1993-actual titular       |

## Historia de los condes del Rivero
- Nicolás Rivero y Muñiz (m. La Habana, 4 de junio de 1919), I conde del Rivero[1] y director del Diario de la Marina en La Habana.[2]

Casó, el 1 de abril de 1868, con Herminia Alonso y Aguilar. En el mismo año de la concesión, le sucedió su hijo:
- Nicolás Rivero y Alonso (22 de enero de 1887-1946), II conde del Rivero.[2][1]

Casó con Estela Machado y Pérez-García. Le sucedió su sobrina nieta:
Rehabilitado en 1990 por su sobrina nieta:
- Silvia de Sosa y del Rivero (1939-1992), III condesa del Rivero.[1]

Casó en 1959 con Alberto Jorge y de la Cerra. Le sucedió, en 1993, su hija:
- Silvia Teresa Jorge y de Sosa (n. 1960), IV condesa del Rivero[1][4] y IV marquesa de Santa Olalla.[3]

Casó con Agustín de Goytisolo y Gelats.